# Danmarks Akvarium, Charlottenlund Slotspark
Danmarks Akvarium, Charlottenlund Slotspark er en dansk dokumentarisk optagelse fra 1939.

## Handling
Danmarks Akvarium anlægges i Charlottenlund Slotspark. Grundstenen nedlægges 4. november 1937 ved en festlighed, hvor grundstensdokumentet læses højt. Civilingeniør Knud Højgaard, som er ophavsmand til byggeriet, er vært ved arrangementet, hvor bl.a. statsminister Stauning og nobelprismodtager August Krogh deltager. Processen følges, bl.a. ankomsten af havvand fra Nordsøen, som bliver transporteret i tankbiler fra damperen til akvariet. Invielsen finder sted 21. april 1939.

Civilingeniør Knud Højgaard (1878-1968) fik sammen med sin søn, biolog Mogens Højgaard (1906-1965), ideen til projektet. Knud Højgaard bekostede byggeriet, og Mogens Højgaard blev Danmarks Akvariums første direktør og sad på posten indtil 1964. Arkitekt er C.O. Gjerløv-Knudsen.

## Medvirkende
- Knud Højgaard
- Thorvald Stauning
- Kong Christian X
- Dronning Alexandrine